# Corryocactus huincoensis
Corryocactus huincoensis ist eine Pflanzenart in der Gattung Corryocactus aus der Familie der Kakteengewächse (Cactaceae). Das Artepitheton huincoensis verweist auf das Vorkommen der Art nahe dem peruanischen Ort Huinco.

## Beschreibung
Corryocactus huincoensis wächst strauchig mit halbaufrechten bis hängenden und ausgespreizten, dunkelgrünen Triebe, die bei einer Länge von 1 bis 1,5 Meter Durchmesser von 1 bis 2,5 Zentimeter aufweisen. Es sind acht bis zwölf Rippen vorhanden, die auf der Rückseite gekerbt sind. Die feinen, nadeligen, weißlichen bis rötlich braunen oder schwarzen Dornen lassen sich nicht in Mittel- und Randdornen unterscheiden. Sie sind bis zu 2 Zentimeter lang.
Die Blüten sind gelb. Die grünen, bedornten Früchte erreichen einen Durchmesser von bis zu 1,5 Zentimeter.

## Verbreitung und Systematik
Corryocactus huincoensis ist in der peruanischen Region Lima im Tal des Río Santa Eulalia und bei Matucana verbreitet.
Die Erstbeschreibung erfolgte 1981 durch Friedrich Ritter.

## Nachweise